# Øravíkarlíð
Øravíkarlíð (también pronunciado como Ørðavíkarlíð) o Líðin es un pueblo de la isla de Suðuroy, Islas Feroe. La población en el 31 de diciembre de 2008 era de 60 habitantes.